# Visitorsko jezero
Visitorsko jezero (cyr. Виситорско језеро) – górskie jezioro w Czarnogórze, około 5 km na północny zachód od Plavu. Leży na wysokości 1820 m n.p.m., ma 4 m głębokości, 92 m długości, 73 m szerokości i powierzchnię ok. 5 hektarów. Atrakcją jeziora jest pływająca wyspa, która pokrywa ok. 1/4 jego powierzchni.